# 派柏·馬丁
強尼·雷納德·羅斯福·「派柏」·馬丁（英語：Johnny Leonard Roosevelt "Pepper" Martin，1904年2月29日—1965年3月5日），為美國職棒大聯盟的外野手與三壘手。職業生涯皆效力於聖路易紅雀。他最著名的事蹟就是在1931年世界大賽，馬丁以5成打擊率，敲出全隊最多的12支安打與5分打點，幫助紅雀拿下世界大賽冠軍。
馬丁是1930年代著名的紅雀球員，其生涯初期一度被視為是下一個泰·柯布。但也因為他在場上拚命三郎的態度，造成他全身上下滿身傷，也導致他在生涯末期身手快速下滑。在卸下球員身分後，馬丁轉任小聯盟總教練。

## 職業生涯

### 生涯初期
1928年，在小聯盟打拚五年的馬丁登上大聯盟。他在菜鳥年就繳出3成08的打擊率，並幫助紅雀拿下國聯冠軍。1928年世界大賽，馬丁只以代跑身分出場一次，最後紅雀4連敗被洋基橫掃。1929年，他被球隊下放到1A。而他在1A繳出2成98的打擊率，並在3A繳出3成63的打擊率。
他在小聯盟的好表現讓他在1931年重返大聯盟，當時球隊中外野手Taylor Douthit面臨打擊低潮，而馬丁也順勢頂上Douthit的位置。後來Douthit在6月被交易到紅人，馬丁也成為紅雀的固定先發。這年他的打擊率為3成，並敲出7轟與75分打點。球隊也成功闖進世界大賽。

### 世界大賽全明星
1931年世界大賽，由紅雀和運動家展開對決。運動家陣中擁有5名名人堂球員：米奇·寇克蘭、吉米·法克斯、雷夫提·葛洛夫、韋特·霍伊特和艾爾·西蒙斯。
運動家在首戰推出單季31勝的雷夫提·葛洛夫先發，雖然馬丁敲出3支安打，但最終球隊以2比6輸球。第二場雙方上演投手戰，不過馬丁敲出2支安打，而且都順利回來得分，紅雀便以2比0完封運動家。
馬丁在第三場敲出2支安打，跑回2分，紅雀以5比2拿下勝利。第四場雖然被George Earnshaw完封，全場只有2支安打，但這2支安打都是由馬丁敲出。第五場，馬丁敲出3支安打，包含一支全壘打，以一人之力打回4分打點。雖然他在最後兩場比賽沒有敲出安打，但他在第七場9局上一次關鍵飛撲，成功化解運動家的反攻氣勢。
馬丁在系列賽敲出12支安打，另有5次盜壘和5分打點，可說是本系列賽的MVP。紅雀其他選手的打擊率只有2成05，但馬丁的打擊率高達5成。當時巨人隊總教練約翰·麥格勞還說馬丁的表現是世界大賽史上單一球員最佳的表現。球季結束後，他也被美聯社獲選為年度最佳男子運動員。

### 生涯後期
1932年，馬丁因為受傷導致出賽數減少。他在7月份因為滑壘不慎弄斷手指，讓他休息了一個半月。8月，因為內野手Sparky Adams受傷，因此總教練打算讓馬丁擔任三壘手。但是馬丁在三壘的防守非常糟糕，常常用身體擋球，而不是用手套接球。整季他繳出2成38的打擊率，並敲出4轟與34分打點。
1933年上半季，馬丁繳出3成63的打擊率，他也成功入選第一屆的明星賽。最後他的打擊率3成16寫下生涯新高，並跑回122分與26次盜壘成功。最後他在MVP票選上拿下第五名。
1934年，馬丁的打擊率下滑到2成89，但他再度成為聯盟盜壘王。紅雀最後逆轉巨人拿下國聯冠軍。1934年世界大賽，馬丁繳出3成55的打擊率，並敲出11支安打。不過他在守備上不甚理想，第四戰還發生3次守備失誤。
1935年，馬丁的打擊成績很出色，不過守備還是非常糟糕。雖然他成功入選明星賽，但整季他發生30次守備失誤。最後他繳出2成99的打擊率，並敲出9轟與54分打點。10月，馬丁的右手動了手術。
1936年，他敲出生涯新高的11轟與76分打點，整季打擊率為3成09，並順利成為聯盟盜壘王。1939年，他開始擔任紅雀的隊長。而他以3成06的打擊率坐收，紅雀拿下國聯第二名。隔年他繳出3成16的打擊率，之後便在小聯盟擔任球員兼總教練。
1944年，由於眾多好手入美軍服役，40歲的馬丁再度獲得重返大聯盟的機會。最後他繳出2成79的打擊率，球隊也成功晉級世界大賽。但他並未在世界大賽上場。

## 生涯打擊成績
| 出賽次數 | 打席 | 打數 | 得分 | 安打 | 二安 | 三安 | 全壘打 | 打點 | 盜壘 | 保送 | 三振 | 打擊率 | 上壘率 | 長打率 | OPS  |
| -------- | ---- | ---- | ---- | ---- | ---- | ---- | ------ | ---- | ---- | ---- | ---- | ------ | ------ | ------ | ---- |
| 1189     | 4525 | 4117 | 756  | 1227 | 270  | 75   | 59     | 501  | 146  | 369  | 438  | .298   | .358   | .443   | .801 |

## 晚年
馬丁在晚年曾到奧克拉荷馬州立監獄擔任運動指導員。後來他在1965年3月5日因心臟病發去世，享年61歲。他的妻子一直到2009年才以99歲高齡辭世。
1992年，馬丁入選奧克拉荷馬運動名人堂，並在2017年入選紅雀名人堂。

## 外部連結
- 球員資訊和成績在MLB，ESPN，Baseball-Reference，Fangraphs（英文）

| 成就               | 成就                  | 成就               |
| ------------------ | --------------------- | ------------------ |
| 前任： 米奇·寇克蘭 | 完全打擊 1933年5月5日 | 繼任： 查克·克萊因 |